# Vághorka
Vághorka (1899-ig Huorka, szlovákul Hôrka nad Váhom) község Szlovákiában, a Trencséni kerületben, a Vágújhelyi járásban.

## Fekvése
Vágújhelytől 9 km-re délkeletre, a Vág bal partján fekszik.

## Története
A régészeti leletek tanúsága szerint területén már 25 000 évvel ezelőtt éltek emberek. Az i. e. 700 körüli időben, a Hradište nevű magaslaton a hallstatti kultúra erődített települése állt.
Vághorkát 1246-ban "Hurka" néven említik először, Temetvény várának uradalmához tartozott. 1348-ban I. Lajos király az uradalmat Kont Miklósnak adta. 1453-ban 9 portával adózott a falu. 1521-ben kihalt a Kont nemzetség utolsó leszármazottja, az Újlaky család. 1524-ben II. Lajos király Horkát a temetvényi uradalommal együtt Thurzó Sándornak adta. 1530-ban feldúlta a török. Lakói a 17. században evangélikus hitre tértek. 1636-ban a Thurzó család kihalása után több nemes család birtokolta a községet. 1664-ben újabb török támadás érte. 1683-ban Thököly Imre kurucai dúlták a vidéket. 1685-ben a község népe visszatért a katolikus hitre. 1715-ben szőlőskertje, 18 jobbágy és 16 zsellér háztartása volt. 1753-ban 49 család élt a községben.
Vályi András a 18. század végén középszerű mezőgazdasági adottságokkal rendelkező, etnikailag vegyes lakosságú katolikus faluként említi.  
1828-ban 66 házában 461 lakosa élt, akik főként mezőgazdasággal foglalkoztak. 1831-ben súlyos kolerajárvány pusztított. 1847-ben fagy pusztította el a termést. 1865-ben katolikus népiskola létesült a községben. 1866-ban újabb kolerajárvány pusztított, mely több mint 30 áldozatot követelt. 1896-ban szeszfőzde kezdte meg itt működését.
Nyitra vármegye monográfiája szerint "Huorka, tót község a Vág balpartján, Hradek fölött. A községen, mely az Inovecz-hegység lábánál fekszik, a Huorka-patak vonul keresztül. Lakosainak száma 540, akik többnyire r. katholikusok. Postahivatala Kocsócz, vasúti állomása Vág-Ujhely. A XIII. században „Hurka” név alatt mint kir. birtok szerepel. Később a Sándor és a Motesiczky család volt földesura."
1905-ben felépült a Szokolóczi család kastélya. 1908-ban megalakult a községi tűzoltóegylet. 1910-ben sok lakója kivándorolt Amerikába. A trianoni békeszerződésig Nyitra vármegye Vágújhelyi járásához tartozott.
1921-ben felparcellázták a korábbi nagybirtokokat. 1933-ban létrejött az autóbusz-összeköttetés Vágújhellyel. Az áramot 1948-ban vezették be a településre. 1953-ban megnyílt az új iskola, 1956-ban megalakult a földművesszövetkezet. 1969-ben új iskolaépület épült.

## Népessége
| Év:            | 1994. | 2004.   | 2014.   | 2024.   |
| -------------- | ----- | ------- | ------- | ------- |
| Emberek száma: | 703   | 680     | 732     | 789     |
| Eltérés:       |       | -3,27 % | +7,64 % | +7,78 % |

| Év:            | 2023. | 2024.   |
| -------------- | ----- | ------- |
| Emberek száma: | 794   | 789     |
| Eltérés:       |       | -0,62 % |

1910-ben 664, túlnyomórészt szlovák anyanyelvű lakosa volt.
2001-ben 685 lakosából 682 szlovák volt.
2011-ben 701 lakosából 659 szlovák volt.

## Nevezetességei
- Szent Péter és Szent Pál apostolok tiszteletére szentelt római katolikus temploma 1996-ban épült.

## Külső hivatkozások
- Hivatalos oldal
- E-obce.sk Archiválva 2008. február 7-i dátummal a Wayback Machine-ben
- Községinfó
- Vághorka Szlovákia térképén